# Victor Polster
Victor Polster es un actor y bailarín belga, nacido en el año 2002 en la ciudad de Bruselas.

Su debut en pantalla fue en 2018 en el papel de una bailarina transgénero llamada Lara, en la película Girl de Lukas Dhont. Ganó el premio a la interpretación de la selección Un certain regard en el Festival de Cannes 2018. Su interpretación es aclamada por la prensa internacional con críticas positivas.
Se graduó en la Royal Ballet School of Amberes como parte de una carrera de baile profesional.
En 2020 forma parte de la compañía estatal de Núremberg (Staatstheater Nürnberg Ballett) hasta agosto de 2023, actualmente forma parte como invitado en ese mismo teatro en la pieza "Der Steppenwolf" (El lobo estepario) de Goyo Montero con el papel de Pablo y es bailarín en la compañía de Gotemburgo.

## Filmografía
- 2018:Girl de Lukas Dhont: Lara
- 2021: Les Rivières Pourpres (temporada 3, episodio 6) de Ivan Fegyveres : Claude

## Premios y distinciones
Festival Internacional de Cine de Cannes
| Año  | Categoría                                                | Película | Resultado |
| ---- | -------------------------------------------------------- | -------- | --------- |
| 2018 | Premio del Jurado Un Certain Regard a la mejor actuación | Girl     | Ganador   |